# Янкилевский, Владимир Борисович
Влади́мир Бори́сович Янкиле́вский (15 февраля 1938, Москва, РСФСР, СССР — 4 января 2018, Париж, Франция) — российский художник — живописец, график, иллюстратор — один из главных новаторов в послевоенном московском «неофициальном искусстве».

## Биография
Родился 15 февраля 1938 года в Москве сыном еврейского художника Бориса Исааковича Янкилевского (1907—1987), который происходил из семьи учителя народной школы Мариуполя, и Розы Менделевны, дочери кантора Московской синагоги. Во время войны он вместе с сестрой Тамарой и их мамой был в эвакуации в Чувашии, где она работала машинистом на самолетостроительном заводе.
Первые уроки живописи получил у отца. В 1950—1956 учился в Московской средней художественной школе при Институте им. В. И. Сурикова. В 1949 он не прошёл конкурс в 1. класс, но в 1950 ему удалось поступить сразу во второй класс (соотвествовали 5./6. классам обычной школы)  В 1962 окончил Полиграфический институт. В 1957 познакомился с Риммой Солод. В 1959 они сыграли свадьбу и снимали комнату в коммунальной квартире. В 1963 родилась дочь Еллен.
В ноябре 1962 года по приглашению Элия Белютина, своего бывшего преподавателя в Полиграфическом институте, Янкилевский в качестве независимого художника участвовал в резонансной выставке на Б. Коммунистической («Таганка»). Через несколько дней после «Таганки» работы Янкилевского были представлены на выставке «30 лет МОСХа» в Манеже , где его картины были подвергнуты резкой критике со стороны Н. С. Хрущева.
Последовавшие за этим событием годы Владимир Янкилевский, чтобы заработать на жизнь, работал как художник-дизайнер в издательствах Москвы и основное время в своем ателье занимался графикой и живописью. Многие годы он не имел возможности публично показывать свои произведения в выставочных залах. В 1975 участвовал в выставке в павильоне «Пчеловодство» на ВДНХ в Москве. В 1978 в состоялась его первая ретроспективная выставка в Москве.

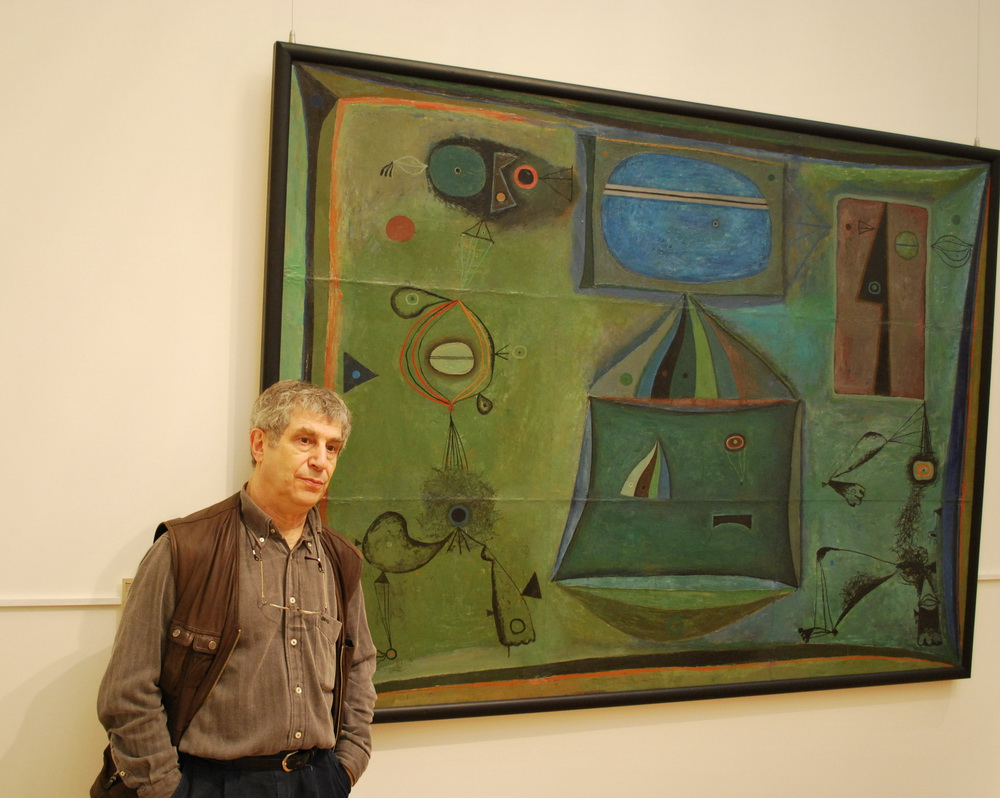
Владимир Янкилевский, ГТГ, 2010

Самобытное направление творчества, которое развивал Владимир Янкилевский, можно назвать эпическим экспрессионизмом. Цикл композиций, над которыми художник начал работать в начале 60-х годов, объединенный под общим названием «Пространство переживаний» и лежащий в основе всей работы Янкилевского, являлся попыткой создания образа игры мировых сил через человеческое переживание. В этом смысле эти как бы «абстрактные» композиции психологичны и потому драматичны. Уже в эти годы сформировалась фундаментальная концепция его творчества. Это Человек на фоне Вечности. Женщина и мужчина гуманизируют представление о мировой гармонии. Оригинальная концепция триптиха Владимира Янкилевского стала основной формой его творчества, энергетической основой которого стал образ взаимодействия женского и мужского начала в мире в самом широком, универсальном смысле, носящем и скрытый эротический смысл.

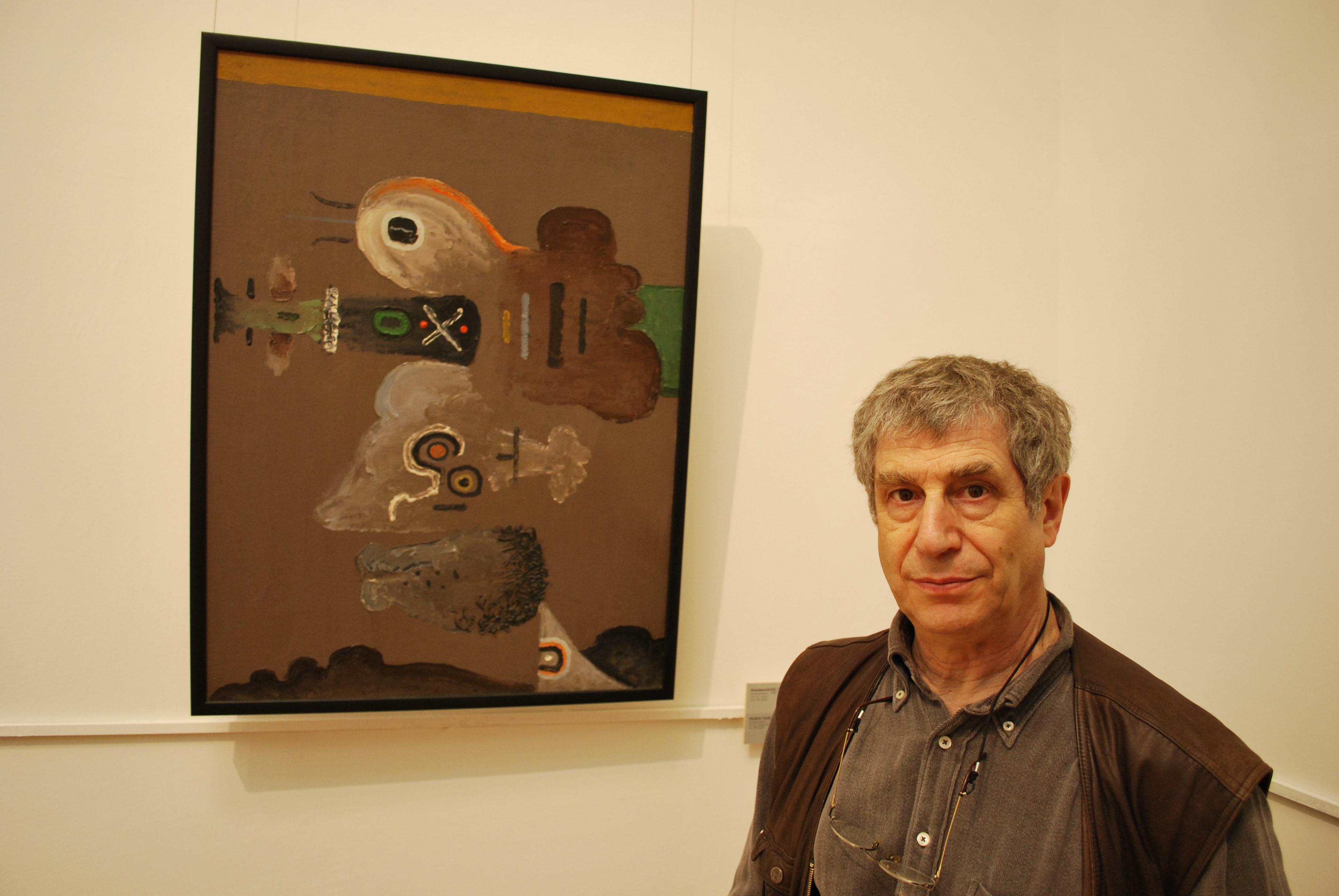
Владимир Янкилевский на фоне своей работы в ГТГ, 2010

В 1970-х годах ещё одной магистральной идеей в творчестве художника стали «экзистенциальные ящики», олицетворяющие ограниченное пространство существования человека — противоречие между мечтами и ограничениями, накладываемыми социальной средой. Первым в этом ряду и концептуально основополагающим стал объект «Дверь (Посвящается родителям моих родителей…)» 1972 года, где персонаж — объект находится в пространстве между актуальностью входной двери и бесконечным пространством линии горизонта.

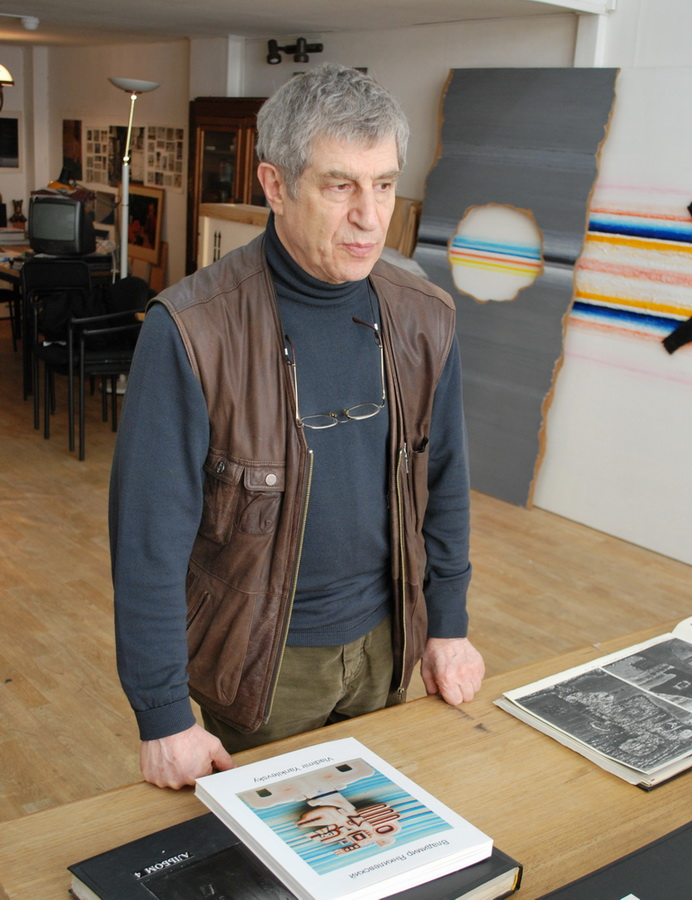
Владимир Янкилевский в своей московской студии, 2010

Произведения Янкилевского были показаны на 40 персональных (в Москве, Санкт-Петербурге, Нью-Йорке, Бохуме, Париже и Лондоне) и более чем на 170 групповых выставках, в том числе на выставке RUSSIA! в Музее Гуггенхайма в Нью-Йорке в 2005 г.
Сегодня работы Владимира Янкилевского представлены в главных российских музеях и ведущих музеях мира, в частности, в Государственной Третьяковской галерее, Государственном Русском музее, ГМИИ им. Пушкина, Московском музее современного искусства, Музеях Людвига (Кёльн, Будапешт), Центре Жоржа Помпиду (Париж), Дрезденской национальной галерее, Музее города Бохум, Музее Циммерли (коллекция нонконформистского искусства Нэнси и Нортона Додж, США), Пражской национальной галерее, в афинской коллекции Георгия Костаки, Коллекции «гонимого искусства» Кенды и Якоба Бар-Геры, а также в других ведущих музеях и известных частных собраниях в России и за рубежом.
С 1989 года Владимир Янкилевский жил и работал в Нью-Йорке, Париже и в Москве.
Скончался 4 января 2018 года в Париже на 80-м году жизни.

## Работы находятся в собраниях
- Государственная Третьяковская галерея, Москва.
- Государственный музей изобразительных искусств имени А. С. Пушкина, Москва.
- Государственный Русский музей, Санкт-Петербург.
- Государственный Центр современного искусства, Москва
- Новый музей , Санкт-Петербург.
- Центр Жоржа Помпиду (Париж, Франция).
- Пражская национальная галерея (Чехия).
- Музей изобразительных искусств Будапешта (Венгрия).
- Дрезденская национальная галерея (Германия).
- Музей Людвига (Кёльн, Германия).
- ART4.RU, Москва.
- Коллекция Нортона и Нэнси Додж, Музей Зиммерли при университете Ратгерс штата Нью Джерси (Нью Бранзуик, Нью Джерси, США) Пентаптих №2: Адам и Ева в постоянной экспозиции музея[11]